# Serie A1 2021-2022 (pallanuoto femminile)
La Serie A1 2021-2022 è stata la 38ª edizione della massima serie del campionato italiano femminile di pallanuoto. La regular season è iniziata il 23 ottobre 2021 e si è conclusa il 13 aprile 2022; i play-off sono iniziati il 28 aprile 2022 e sono terminati con la gara 4 di Finale Scudetto il 22 maggio 2022.
Le squadre neopromosse sono il Como Nuoto e l'NC Milano.
Il 10 gennaio 2022, in seguito all'aumento di casi di COVID-19, la FIN ha deciso di sospendere temporaneamente il campionato fino al 29 gennaio 2022.

## Squadre partecipanti
| Club              | Città          | Piscina                             | Stagione 2020-2021                                                         |
| ----------------- | -------------- | ----------------------------------- | -------------------------------------------------------------------------- |
| Bogliasco         | Bogliasco (GE) | Stadio del Nuoto "Gianni Vassallo"  | 6ª in Serie A1                                                             |
| C.S.S. Verona     | Verona         | Piscina Comunale Monte Bianco       | 4ª in Serie A1                                                             |
| Como              | Como           | Piscina Pia Grande (Monza)          | 1ª nel girone Nord-Ovest di Serie A2; vincitrice play-off                  |
| Florentia         | Firenze        | Piscina Goffredo Nannini            | 5ª in Serie A1                                                             |
| NC Milano         | Milano         | Piscina Canottieri Milano           | 1ª nel girone Nord-Est di Serie A2; vincitrice play-off                    |
| Orizzonte CT      | Catania        | Piscina di Nesima                   | 1ª in Serie A1; campione d'Italia in carica; vincitrice della Coppa Italia |
| Plebiscito Padova | Padova         | Centro Sportivo del Plebiscito      | 2ª in Serie A1                                                             |
| SIS Roma          | Roma           | Polo acquatico Frecciarossa (Ostia) | 3ª in Serie A1                                                             |
| Trieste           | Trieste        | Polo Natatorio "Bruno Bianchi"      | 7ª in Serie A1                                                             |
| Vela Ancona       | Ancona         | Piscina del Passetto                | 8ª in Serie A1                                                             |

## Allenatori
| Club              | Allenatore        |
| ----------------- | ----------------- |
| Bogliasco         | Mario Sinatra     |
| C.S.S. Verona     | Paolo Zizza       |
| Como              | Stefano Pozzi     |
| Florentia         | Aleksandra Cotti  |
| NC Milano         | Leonardo Binchi   |
| Orizzonte CT      | Martina Miceli    |
| Plebiscito Padova | Stefano Posterivo |
| SIS Roma          | Marco Capanna     |
| Trieste           | Ilaria Colautti   |
| Vela Ancona       | Milko Pace        |

## Regular season

### Classifica
|  | Pos. | Squadra           | Pt | G  | V  | N | P  | GF  | GS  | DR   |
|  | ---- | ----------------- | -- | -- | -- | - | -- | --- | --- | ---- |
|  | 1.   | Plebiscito Padova | 48 | 18 | 16 | 0 | 2  | 238 | 98  | +140 |
|  | 2.   | Orizzonte CT      | 48 | 18 | 16 | 0 | 2  | 309 | 131 | +178 |
|  | 3.   | SIS Roma          | 46 | 18 | 15 | 1 | 2  | 282 | 120 | +162 |
|  | 4.   | C.S.S. Verona     | 37 | 18 | 12 | 1 | 5  | 240 | 153 | +87  |
|  | 5.   | Florentia         | 22 | 18 | 7  | 1 | 10 | 117 | 169 | -52  |
|  | 6.   | Bogliasco         | 20 | 18 | 6  | 2 | 10 | 152 | 226 | -74  |
|  | 7.   | Trieste           | 19 | 18 | 6  | 1 | 11 | 192 | 254 | -62  |
|  | 8.   | Como              | 13 | 18 | 4  | 1 | 13 | 148 | 262 | -114 |
|  | 9.   | NC Milano         | 8  | 18 | 2  | 2 | 14 | 131 | 236 | -105 |
|  | 10.  | Vela Ancona       | 4  | 18 | 1  | 1 | 16 | 94  | 254 | -160 |

### Calendario e risultati
| 23-10-21 | 1ª giornata            | 30-01/05-02/02/13-03-22 |
| 20-8     | Orizzonte - NC Milano  | 21-8                    |
| 6-16     | Florentia - SIS Roma   | 6-12                    |
| 21-7     | Verona - Vela Ancona   | 13-5                    |
| 3-12     | Bogliasco - Plebiscito | 2-14                    |
| 16-13    | Trieste - Como         | 17-15                   |

| 13-11-21 | 4ª giornata            | 26-02/10-04-22 |
| 19-7     | SIS Roma - NC Milano   | 15-5           |
| 6-6      | Bogliasco - Florentia  | 6-8            |
| 11-9     | Plebiscito - Orizzonte | 8-9            |
| 8-13     | Vela Ancona - Trieste  | 7-8            |
| 6-12     | Como - Verona          | 7-23           |

| 04-12-21/08-02-22 | 7ª giornata           | 12/15-03-22 |
| 18-5              | Orizzonte - Florentia | 10-3        |
| 7-6               | SIS Roma - Plebiscito | 5-8         |
| 16-9              | Verona - Trieste      | 13-8        |
| 7-10              | NC Milano - Bogliasco | 5-8         |
| 12-7              | Como - Vela Ancona    | 10-6        |

| 30-10-21 | 2ª giornata             | 12-02/27/31-03-22 |
| 13-9     | SIS Roma - Orizzonte    | 8-9               |
| 9-4      | Plebiscito - Trieste    | 18-9              |
| 8-9      | Vela Ancona - Bogliasco | 4-20              |
| 5-17     | NC Milano - Verona      | 3-13              |
| 10-9     | Como - Florentia        | 6-7               |

| 20/23/24-11-21 | 5ª giornata            | 05-03-22 |
| 22-9           | Orizzonte - Bogliasco  | 22-10    |
| 11-8           | Florentia - Trieste    | 12-9     |
| 22-4           | SIS Roma - Vela Ancona | 19-4     |
| 7-12           | Verona - Plebiscito    | 9-12     |
| 9-10           | NC Milano - Como       | 12-10    |

| 08/11/14-12-21/26-03-22 | 8ª giornata             | 26/27-03-22 |
| 25-1                    | Orizzonte - Vela Ancona | 16-0        |
| 3-10                    | Florentia - Verona      | 7-16        |
| 6-20                    | Bogliasco - SIS Roma    | 5-21        |
| 17-3                    | Plebiscito - Como       | 18-8        |
| 14-12                   | Trieste - NC Milano     | 16-16       |

| 06-11-21/19-02-22 | 3ª giornata             | 19-03/06-04-22 |
| 23-4              | Orizzonte - Como        | 20-5           |
| 1-12              | Florentia - Plebiscito  | 4-8            |
| 9-9               | Verona - SIS Roma       | 10-14          |
| 6-6               | NC Milano - Vela Ancona | 6-8            |
| 20-10             | Trieste - Bogliasco     | 8-9            |

| 27-11-21/30-01-22 | 6ª giornata             | 23-03/07/09-04-22 |
| 8-12              | Bogliasco - Verona      | 10-17             |
| 18-2              | Plebiscito - NC Milano  | 14-6              |
| 5-6               | Vela Ancona - Florentia | 4-7               |
| 7-20              | Como - SIS Roma         | 2-25              |
| 10-27             | Trieste - Orizzonte     | 6-21              |

| 18-12-21/29-01/19-02-22 | 9ª giornata              | 02/13-04-22 |
| 17-7                    | SIS Roma - Trieste       | 20-10       |
| 11-16                   | Verona - Orizzonte       | 11-12       |
| 3-22                    | Vela Ancona - Plebiscito | 7-19        |
| 4-8                     | NC Milano - Florentia    | 10-9        |
| 12-12                   | Como - Bogliasco         | 8-9         |

## Play-off

### Tabellone
|  | Quarti di finale | Quarti di finale | Quarti di finale |               |                   | Semifinali        | Semifinali        | Semifinali |  |  | Finale | Finale | Finale |  |
|  |                  |                  |                  |               |                   |                   |                   |            |  |  |        |        |        |  |
|  |                  |                  |                  |               |                   | 1                 | Plebiscito Padova | 2          |  |  |        |        |        |  |
|  |                  |                  |                  |               |                   | 1                 | Plebiscito Padova | 2          |  |  |        |        |        |  |
|  |                  |                  |                  | C.S.S. Verona | 0                 |                   |                   |            |  |  |        |        |        |  |
|  | 4                | C.S.S. Verona    | 2                | C.S.S. Verona | 0                 |                   |                   |            |  |  |        |        |        |  |
|  | 4                | C.S.S. Verona    | 2                |               |                   |                   |                   |            |  |  |        |        |        |  |
|  | 5                | Florentia        | 0                |               |                   |                   |                   |            |  |  |        |        |        |  |
|  | 5                | Florentia        | 0                |               | Plebiscito Padova | Plebiscito Padova | 1                 |            |  |  |        |        |        |  |
|  |                  |                  |                  |               |                   |                   |                   |            |  |  |        |        |        |  |
|  |                  |                  | Orizzonte CT     | Orizzonte CT  | 3                 |                   |                   |            |  |  |        |        |        |  |
|  |                  |                  |                  | Orizzonte CT  | 3                 |                   |                   |            |  |  |        |        |        |  |
|  |                  |                  |                  |               |                   |                   |                   |            |  |  |        |        |        |  |
|  |                  |                  |                  |               |                   |                   |                   |            |  |  |        |        |        |  |
|  |                  | 2                | Orizzonte CT     | 2             |                   |                   |                   |            |  |  |        |        |        |  |
|  |                  |                  |                  | 2             |                   |                   |                   |            |  |  |        |        |        |  |
|  |                  |                  |                  | SIS Roma      | 1                 |                   |                   |            |  |  |        |        |        |  |
|  | 3                | SIS Roma         | 2                | SIS Roma      | 1                 |                   |                   |            |  |  |        |        |        |  |
|  | 3                | SIS Roma         | 2                |               |                   |                   |                   |            |  |  |        |        |        |  |
|  | 6                | Bogliasco        | 0                |               |                   |                   |                   |            |  |  |        |        |        |  |

### Risultati

#### Quarti di finale
| Arbitri: | Bensaia Romolini |

|                                            |           |                                                              |
| Gagliardi: 3 De March: 2 Cuzzupè, Millo: 1 | Marcatori | 6: Tabani 4: Giustini 2: Avegno, Ranalli, Storai 1: La Roche |

| Arbitri: | Ferrari Cavallini |

|                                                |           |                                                                                   |
| Lepore, Amedeo: 2 Cordovani, Nesti, Pantani: 1 | Marcatori | 4: Bianconi 2: Esposito, Zanetta, Kempf, Gragnolati 1: Sparano, Ivanova, Altamura |

| Arbitri: | Alfi Rotondano |

|                                                                                  |           |                                  |
| Galardi: 6 Cocchiere, Avegno, Ranalli, La Roche: 3 Picozzi, Tabani: 2 Nardini: 1 | Marcatori | 2: Rogondino 1: Millo, Paganello |

| Arbitri: | Bianco Sponza |

|                                                                                              |           |                                               |
| Esposito, Sbruzzi: 3 Zanetta, Bianconi: 2 Ivanova, Kempf, Marchetti, Gragnolati, Altamura: 1 | Marcatori | 3: Giachi 2: Nesti 1: Landi, Gasparri, Amedeo |

#### Semifinali
| Arbitri: | Petronilli Severo |

|                                                      |           |                                                    |
| Queirolo, Armit: 3 Borisova: 2 Gottardo, Centanni: 1 | Marcatori | 2: Ivanova, Zanetta, Kempf 1: Bianconi, Gragnolati |

| Arbitri: | L. Bianco Pinato |

|                                                         |           |                                          |
| Marletta: 2 Halligan, Viacava, Gant, Palmieri, Leone: 1 | Marcatori | 2: Ranalli, Nardini 1: Cocchiere, Tabani |

| Arbitri: | Carmignani D'Antoni |

|                               |           |                                                                 |
| Zanetta, Kempf, Gragnolati: 1 | Marcatori | 2: Gottardo 1: Barzon, Queirolo, Casson, Millo, Armit, Meggiato |

| Arbitri: | Piano Ercoli |

|                                                    |           |                                                   |
| Avegno, Tabani: 3 Galardi, Ranalli: 2 Cocchiere: 1 | Marcatori | 3: Palmieri 2: Bettini, Marletta, Emmolo 1: Leone |

| Arbitri: | Calabrò Frauenfelder |

|                                                     |           |                                                  |
| Marletta: 5 Viacava, Palmieri: 2 Bettini, Emmolo: 1 | Marcatori | 2: Galardi, Avegno, Giustini, Picozzi 1: Ranalli |

### Finale Scudetto
| Arbitri: | Stampalija Pinato |

|                                                         |           |                                                                    |
| Barzon, Queirolo: 3 Borisova, Millo, Armit, Centanni: 1 | Marcatori | 2: Halligan, Bettini, Marletta, Leone 1: Viacava, Palmieri, Emmolo |

| Arbitri: | Petronilli Peris |

|                                                       |           |                                   |
| Halligan: 3 Palmieri: 2 Viacava, Bettini, Marletta: 1 | Marcatori | 2: Casson, Millo 1: Barzon, Dario |

| Arbitri: | Brasiliano Bianco |

|                                                                            |           |                                                     |
| Borisova: 3 Queirolo, Armit: 2 Barzon, Gottardo, Millo, Dario, Centanni: 1 | Marcatori | 3: Marletta, Emmolo 2: Halligan 1: Viacava, Vuković |

| Arbitri: | L. Bianco Castagnola |

|                                                                  |                      |                                                               |
| Bettini: 3 Halligan, Marletta: 2 Vuković: 1                      | Marcatori            | 3: Armit 1: Barzon, Gottardo, Borisova, Queirolo, Millo       |
| Vuković Marletta Emmolo Bettini Halligan Vuković Marletta Emmolo | Tiri di rigore 7 – 6 | Barzon Centanni Millo Borisova Queirolo Barzon Centanni Millo |

### Finale per il 3º posto
| Arbitri: | Romolini Guarracino |

|                                                                                   |           |                                                   |
| Tabani: 6 Avegno: 3 Galardi, Giustini, Ranalli, Picozzi, Di Claudio: 2 Nardini: 1 | Marcatori | 3: Bianconi 1: Esposito, Kempf, Altamura, Sbruzzi |

| Arbitri: | Colombo L. Bianco |

|                                  |           |                                                            |
| Esposito, Ivanova, Gragnolati: 1 | Marcatori | 5: Ranalli 2: Picozzi, Storai 1: Galardi, Giustini, Tabani |

## Play-out
| Trieste - Vela Ancona 2-0 |                       |      |                      |
|                           |                       |      |                      |
| 30-4                      | Trieste - Vela Ancona | 11-8 | (3-3; 3-0; 2-2; 3-3) |
| 8-5                       | Vela Ancona - Trieste | 4-10 | (2-3; 1-4; 0-0; 1-3) |

| Como - NC Milano 2-1 |                  |       |                      |
|                      |                  |       |                      |
| 30-4                 | Como - NC Milano | 11-7  | (2-1; 3-4; 3-0; 3-2) |
| 7-5                  | NC Milano - Como | 8-7   | (2-1; 2-0; 3-4; 1-2) |
| 14-5                 | Como - NC Milano | 12-11 | (2-3; 3-3; 4-3; 3-2) |

## Verdetti
- Orizzonte CT: campione d'Italia.
- Vela Ancona e  NC Milano retrocesse in Serie A2.